# Прокинься та живи!
«Отямся та живи!» (англ. "Wake Up and Live!", також перекладають як «Прокинься та живи!») - бестселер американської письменниці Доротеї Бранд, вперше опублікований у 1936 р., розійшовся загальним накладом у 2 мільйони примірників. У 1937 р. за мотивами книги кінокомпанія «Двадцяте Століття Фокс» зняла однойменний мюзикл.
В книзі – сьогодні такій же популярній серед читачів, як і після першого видання в роки Великої депресії – піднімаються питання життєвих невдач, самосаботажу та шляхів його подолання, збільшення особистої ефективності, умов досягнення успіху тощо. Авторка також пропонує практичні вправи для покращення роботи мозку.

## Зміст книги
Вступ
Розділ 1 –  Причина невдач (Why Do We Fail?)
Розділ 2 – Очікування провалу (The Will to Fail)
Розділ 3 – Жертви очікування провалу (Victims of The Will to Fail)
Розділ 4 – Заохочення невдач (The Rewards of Failure)
Розділ 5 – Вирівнювання курсу  (Righting the Direction)
Розділ 6 – Система в дії (The System in Operation)
Розділ 7 – Застереження та обмеження (Warnings and Qualifications)
Розділ 8 – Не говорячи зайвого (On Saving Breath)
Розділ 9 – Завдання уяви (The Task Of The Imagination)
Розділ 10 – Про правила та стандарти (On Codes and Standards)
Розділ 11 – Дванадцять тренувальних вправ (Twelve Disciplines)
Розділ 12 – І нехай щастить! (And The Best of Luck!)

## Дванадцять практичних вправ
Розділ 11 присвячений тренувальним завданням. Д. Бранд пропонує читачам 12 вправ для покращення концентрації, розвитку уяви, розширення зони комфорту і, таким чином, збільшення особистої ефективності.
1.	Перша вправа полягає в тому, щоб мовчати впродовж однієї години в день. Можна лише відповідати на прямі запитання. При цьому поводьтеся, наскільки це можливо, природно, просто уникайте розмов. В оточуючих не повинно скластись враження, що щось не так. Коли до вас звертаються, давайте адекватні відповіді, але самі не починайте розмову. Відповідаючи на питання, утримайтесь від коментарів, зауважень до теми, зайвих фраз. Як не дивно, це складне завдання, навіть для мовчазних людей, позаяк ми звикли думати, що чим ми балакучіші, тим привітнішими здаємося співрозмовникам.
2.	На 30 хв. в день навчіться думати виключно про щось одне. Можна почати з 5 хв. і щодня збільшувати проміжок часу, доки не досягнете півгодини. Для початку виберіть об’єкт, на якому будете концентруватись. Важливо, щоб цього предмету перед вами не було: вибудуйте його в своїй уяві. Для прикладу, ви обрали квітку. Опишіть її для себе, спробуйте при цьому активувати різні органи відчуттів. Уявіть, де і як вона росте, чи символізує щось, де вона може бути застосована. Почавши з простого, працюйте далі над роздумами про конкретні проблеми, і врешті переходьте до абстрактних понять. 
Виконуйте  вправу з блокнотом і олівцем і робіть відмітку на папері кожного разу, коли ваші думки відволіклись на щось інше. І якщо вам вдасться зафіксувати кожен випадок відволікання уваги, то, ймовірно, впродовж перших днів виконання цієї вправи ваш листок буде повністю списаним помітками. 
Користь від такої вправи – вміння думати не відволікаючись – має бути очевидною кожному, хто сподівається успішно виконувати творчу чи інтелектуальну роботу, вивчати іноземні мови, тощо.  
Для початку ефективніше практикуватись наодинці, але в ідеальному варіанті ви маєте бути здатними до цього навіть за наявності відволікаючих факторів, наприклад, у громадському транспорті.
Зверніть увагу, рекомендація полягає не в тому, щоб нерухомо фокусуватись на одному предметі, як це має місце в певних індійський практиках чи в християнській медитації. Просто ваша думки повинні витати навколо лише одного об’єкту/теми. Бо інші вище згадані практики передбачають легкий гіпнотичний стан, а ціль вправи не в цьому, а в тренуванні «посидючості» та «концентрації» - того, що вимагалось від нас за шкільною партою. І запропонована вправа покликана показати, як недосконало ми опанували ці якості у школі і в подальші роки нашого життя, та покращити їх зараз.
3.	Напишіть одного листа, жодного разу не використавши займенники «я», «мій», «мене», «мені». Пишіть плавною мовою і спробуйте зробити написане цікавим. Якщо одержувачу лист здався дивним – ви провалили завдання. Ця вправа, як і їй подібні, допомагає подивитися на себе в перспективі. Щоб написати хорошого листа такого зразка, необхідно повністю переключити мислення на зовнішній світ і на певний час забути про свої турботи, відмовитись від одержимості власними проблемами, після чого ми повертаємося до власного життя оновленими.
4.	Впродовж 15 хвилин на день розмовляйте, не вживаючи займенники «я», «мій», «мене», «мені».
5.	Напишіть листа в «успішному» чи принаймні безтурботному тоні. Але уникайте неправдивих тверджень, вдаваного оптимізму чи відвертої брехні. Згадуйте аспекти та події, про які чесно можна написати в такому тоні, ними і обмежте свою розповідь. По манері викладу має бути зрозуміло, що в момент написання ви не були зажурені чи чимось незадоволені. 
Тут поставлено дві цілі. Перша: це простий спосіб переключитись з песимістичного деструктивного самосприйняття до здорового позитивного. Друга, і куди важливіша, ціль: такий лист, відправлений усім вашим кореспондентам, усуне величезний камінь спотикання на шляху до успішної діяльності. Ми зазвичай беремося до написання листів, коли нам немає чим зайнятися, коли ми втомлені, знуджені чи пригнічені. В результаті ми розсилаємо близьким депресивні повідомлення і отримуємо природну реакцію: листи зі співчуттями та втішанням. Іноді такі відповіді приходять, коли в нас вже все нормально, чи навіть прекрасно. Читаючи відповіді, на які ви самі напросилися, у вас є вибір: знову повернутись до того стану і пожаліти себе, або ж відчути себе повним дурнем. А почуватись засмученим набагато драматичніше, ніж почуватись дурнем. Повна відмова від жалю до себе є необхідною умовою для успіху.
6.	Перш ніж увійти до людного приміщення (наприклад, офіс), затримайтесь на порозі, спробуйте уявити розміри приміщення, скільки в ньому людей та ваші стосунки з кожним із них. Це допоможе налаштуватись, а неприємні розмови чи ситуації не застануть вас зненацька.
7.	Дозвольте вашому співрозмовнику говорити виключно про себе. Коли він відходить від теми, ввічливими запитаннями поверніть його в русло розмови, але так, щоб він не помітив, що ви робите це навмисно. Скоро ви помітите, як сильно зросли ваші уважність та інтерес до співрозмовників. Можливо потім він не буде розпитувати і так само уважно слухати вас, але це не має значення – у всякому разі ви трохи більше дізнались про те, як сприймають світ інші люди та отримали можливість розширити свої горизонти.
8.	Ця вправа є протилежною до попередньої і набагато важчою для виконання. Говоріть виключно про себе та свої інтереси, при цьому не скаржачись, не вихваляючись і, бажано, не набридаючи співрозмовнику. Спробуйте зацікавити людину, з якою спілкуєтеся, своїми інтересами та своєю персоною. Це чудова вправа для тих, хто звик багато говорити про себе. Коли мова про себе ведеться повністю усвідомлено, кожен вияв слухачем нетерпіння, нудьги, спроби перевести розмову на іншу тему, які у звичайному діалозі можуть залишитись непоміченими, видно як на долоні. 
Таке тренування може бути корисним і з іншої причини. Скоро стає очевидним, що розповіді про рутину викликають у слухачів нудьгу. І навпаки, переживши захоплюючі пригоди, спробувавши щось нове чи повівшись неординарно у звичній ситуації, само собою вдається викликати щирий інтерес слухачів. І ви неухильно дійдете до висновку, що розширення кола інтересів, новий досвід та проявлення творчості в повсякденному житті сприяють вашому соціальному успіху.
9.	Дев’яте завдання має на меті корекцію звички вживати слова-паразити. Досить легко контролювати себе в офіційних розмовах з малознайомими людьми, але в розпал дискусії чи в тісному колі друзів слова-паразити можуть проскакувати в кожному другому реченні.  Якщо ця проблема для вас є актуальною, попросіть близького друга, щоб, не перебиваючи вас, піднімав руку кожного разу, коли ви вжили, наприклад, «так би мовити». Ймовірно, в такій розмові буде більше сміху ніж слів, але по двох таких сесіях ви перестанете несвідомо повторювати цю фразу окрім випадків, коли вона справді доречна в контексті.
10.	Детально розплануйте 2 год в день і суворо дотримуйтесь плану. Складіть графік, що складатиметься частково зі звичних справ, частково – з нових, цікавих для вас. Наприклад: 7.30-8 Сніданок, читання новин; 8-8.20 Написання листів; 8.20-9.25 Упорядкувати книги за тематикою; 9.25-9.30 Зробити телефонний дзвінок, який ви давно відкладали.
Суть в тому, щоб навчитися швидко переключатись з одного виду діяльності на інший. Якщо о 8.20 ви відповіли тільки на половину листів, ви їх відкладаєте і йдете розсортовувати книги. 
Подвійна мета такої вправи полягає, по-перше, в отриманні навичок дисципліни та дотримання рамок, по-друге, в тому, щоб виявити, наскільки сильно ми втрачаємо відлік часу.
11.	Напишіть 12  незвичних для себе завдань, по одному на аркуш паперу. Наприклад, «Дванадцять годин проходити без їжі», «Вийти поїсти в найменш підходяще місце, яке вдасться знайти», «Заговорити за день мінімум з трьома незнайомцями», «Не спати і працювати всю ніч» і т. п., перемішайте аркуші. Виділіть собі один день на тиждень чи на місяць, щоб навмання витягти аркуш і виконати завдання, написане на ньому. Придумуйте такі завдання, що знаходяться за межами вашої зони комфорту.
12.	Впродовж одного дня відповідайте «так» на усі пропозиції (в межах розумного). Ця вправа буде цінною для людей, що схильні проводити свій вільний час усамітнено.